# Tajura
Tajura , también Tajoura ( en árabe : تاجوراء ) es una ciudad de Libia , en el Distrito de Trípoli (Distrito de Tarabulus), en la costa mediterránea, a catorce kilómetros al este de Trípoli.
Tajura fue el centro de investigación nuclear de Libia, con un reactor de 10 megavatios, construido por la Unión Soviética, que entró a funcionar en 1981.